# Чоловіки (фільм, 1973)
«Чоловіки» (вірм. «Տղամարդիկ») — вірменський радянський художній фільм режисера Едмонда Кеосаяна, знятий на кіностудії Вірменфільм у 1972 роув. Прем'єра відбулась 17 вересня 1973 (Москва).

## Зміст
Історія чотирьох друзів-таксистів із Єревану. Вони завжди підтримують один одного. І ось коли найбільш сором’язливий із усієї четвірки, Арам, закохується у дівчину Каріне, всі його друзі докладуть максимум зусиль і спробують усі хитрі прийоми, щоб ті опинилися разом.

## Ролі

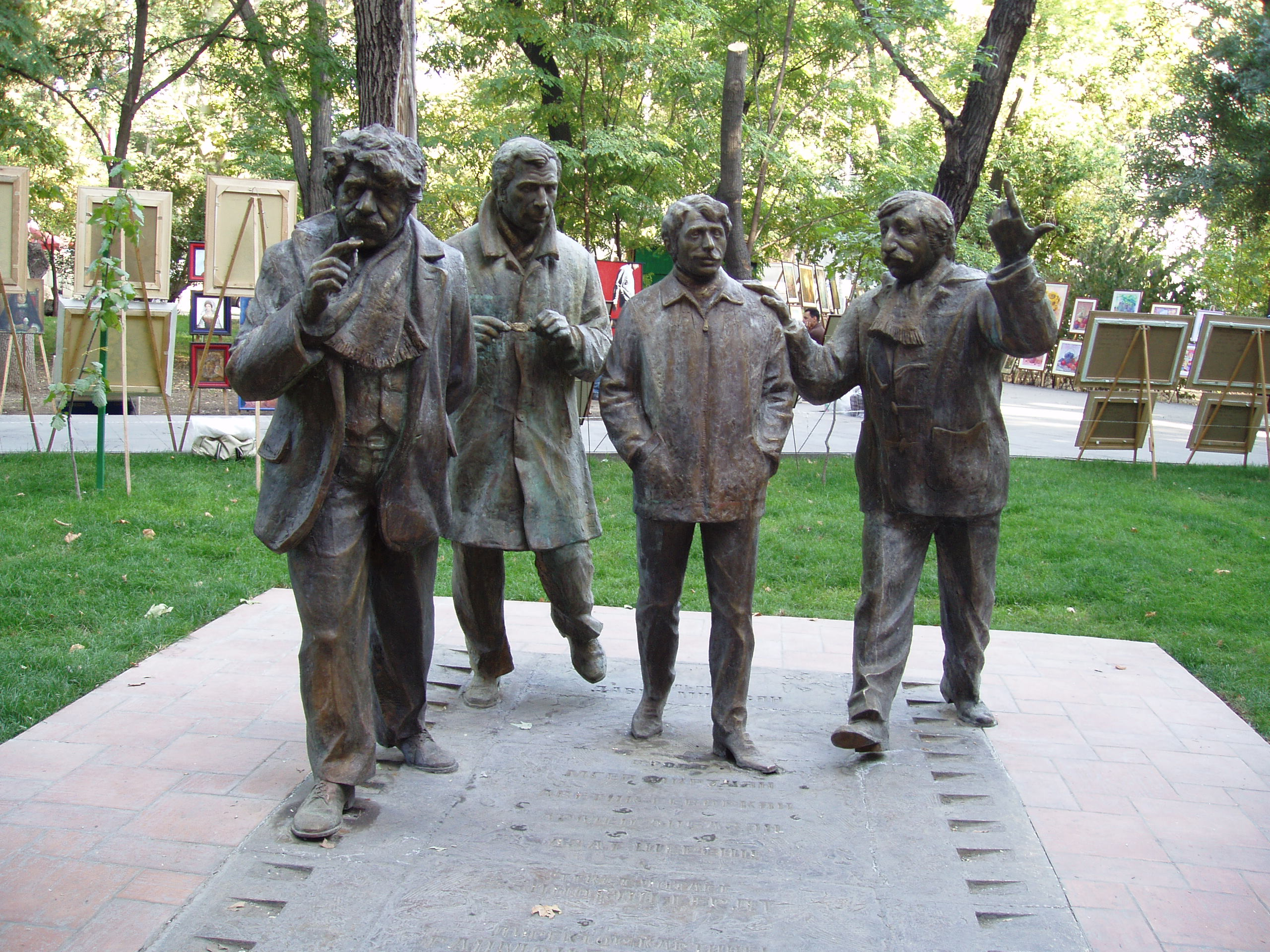
Версонажі фільму в Єревані.

- Армен Джигарханян — Казарян
- Фрунзик Мкртчян — Сурен
- Азат Шеренц — Вазген
- Аветік Геворкян — Арам
- Армен Айвазян — Сако
- Алла Туманян — Карині
- Рафаель Котанджян — Левон
- Левон Батікян — Ромео, брат Сурена
- Донара Мкртчян — Медея, дружина Ромео
- Едгар Елбакян — оповідач (вірменська версія)
- Зіновій Гердт — оповідач (російська версія)
- Версонажі фільму в Єревані.Донара Мкртчян

## Цікаві факти
- в епізоді знявся відомий вірменський скульптор Ерванд Кочар
- в одному з останніх кадрів фільму у таксі Арама на передньому сидінні як пасажир промайнув Володимир Висоцький
- У 2007 році в Єревані відкрито пам'ятник героям фільму «Чоловіки».